# Lu Čung-lien
Lu Čung-lien (čínsky pchin-jinem Lǔ Zhònglián, znaky zjednodušené 鲁仲连, tradiční 魯仲連; asi 305 př. n. l. – asi 245 př. n. l.), také Lu Lien (čínsky pchin-jinem Lǔ Lián, znaky zjednodušené 鲁连, tradiční 魯連), byl čínský učenec a státník období válčících států.
Byl jedním z učenců akademie Ťi-sia ve státě Čchi, působil v Čao, sehrál nemalou roli v soupeření států Čchin, Čao, Wej, Jen a Čchi v polovině 3. století př. n. l.
Napsal Lu Čung-liang-c’ (魯仲連子) o 14 svazcích z níž se dochovaly jen zlomky sebrané čchingským učencem Ma Kuo-chanem.